# Liste der Kulturdenkmale in Königswalde (Werdau)
Die Liste der Kulturdenkmale in Königswalde (Werdau) enthält die in der amtlichen Denkmalliste des Landesamtes für Denkmalpflege Sachsen ausgewiesenen Kulturdenkmale im Werdauer Ortsteil Königswalde.

## Legende
- Bild: Bild des Kulturdenkmals, ggf. zusätzlich mit einem Link zu weiteren Fotos des Kulturdenkmals im Medienarchiv Wikimedia Commons. Wenn man auf das Kamerasymbol klickt, können Fotos zu Kulturdenkmalen aus dieser Liste hochgeladen werden:
- Bezeichnung: Denkmalgeschützte Objekte und ggf. Bauwerksname des Kulturdenkmals
- Lage: Straßenname und Hausnummer oder Flurstücknummer des Kulturdenkmals. Die Grundsortierung der Liste erfolgt nach dieser Adresse. Der Link (Karte) führt zu verschiedenen Kartendiensten mit der Position des Kulturdenkmals. Fehlt dieser Link, wurden die Koordinaten noch nicht eingetragen. Sind diese bekannt, können sie über ein Tool mit einer Kartenansicht einfach nachgetragen werden. In dieser Kartenansicht sind Kulturdenkmale ohne Koordinaten mit einem roten bzw. orangen Marker dargestellt und können durch Verschieben auf die richtige Position in der Karte mit Koordinaten versehen werden. Kulturdenkmale ohne Bild sind an einem blauen bzw. roten Marker erkennbar.
- Datierung: Baubeginn, Fertigstellung, Datum der Erstnennung oder grobe zeitliche Einordnung entsprechend des Eintrags in der sächsischen Denkmaldatenbank
- Beschreibung: Kurzcharakteristik des Kulturdenkmals entsprechend des Eintrags in der sächsischen Denkmaldatenbank, ggf. ergänzt durch die dort nur selten veröffentlichten Erfassungstexte oder zusätzliche Informationen
- ID: Vom Landesamt für Denkmalpflege Sachsen vergebene, das Kulturdenkmal eindeutig identifizierende Objekt-Nummer. Der Link führt zum PDF-Denkmaldokument des Landesamtes für Denkmalpflege Sachsen. Bei ehemaligen Kulturdenkmalen können die Objektnummern unbekannt sein und deshalb fehlen bzw. die Links von aus der Datenbank entfernten Objektnummern ins Leere führen. Ein ggf. vorhandenes Icon  führt zu den Angaben des Kulturdenkmals bei Wikidata.

## Königswalde
| Bild                                    | Bezeichnung                                         | Lage                              | Datierung                   | Beschreibung | ID       |
| --------------------------------------- | --------------------------------------------------- | --------------------------------- | --------------------------- | --- | -------- |
| Direkt Bild zu diesem Denkmal hochladen | Wohnstallhaus mit Nebengebäuden eines Vierseithofes | Bachstraße 3; 3a (Karte)          | 2. Hälfte 18. Jh.           | Wohnstallhaus, ehemaliges Stallgebäude, Scheune und Seitengebäude eines Vierseithofes, baugeschichtlich, sozialgeschichtlich und wirtschaftsgeschichtlich von Bedeutung, in Fachwerkbauweise, an 1927 abgebrannten Seitengebäude war ursprünglich Oberlaube angebaut - Wohnhaus: Erdgeschoss massiv, rückwärtiger Giebel massiv und modernisiert, vorderer Giebel Fachwerk verschiefert, Erdgeschoss massiv, wahrscheinlich ursprünglich schon massiv, im ehemaligen Stall böhmisches Kappengewölbe und Säulen, in Stube Lehmwellerdecke, keine Holzdecke gewesen, - Stallgebäude: Umbau zu Wohnhaus, modernisiert, altes Fachwerkgerüst und Fenstergrößen dabei erhalten, Satteldach, Erdgeschoss massiv, Obergeschoss Fachwerk - Scheune und Seitengebäude nach Brand 1927 Neuaufbau, einfache schlichte Fachwerkkonstruktion. | 09242832 |
| Direkt Bild zu diesem Denkmal hochladen | Wohnstallhaus mit Stallgebäude                      | Bachstraße 9 (Karte)              | um 1750                     | Wohnstallhaus und Stallgebäude (mit Oberlaube) eines ehemaligen Vierseithofes, baugeschichtlich und wirtschaftsgeschichtlich von Bedeutung, Fachwerkbauten, Seitengebäude mit seltener Oberlaube - Wohnhaus: ursprünglich mit Umgebinde, Fachwerk Obergeschoss mit gezapften Streben in jedem Gefach, leicht überkragende abgefaste Schwelle, Erdgeschoss massiv mit zu großen Fenstern - Stall: neunjochige Oberlaube mit Ziegeln die Gefache ausgesetzt, schlechter optischer und baulicher Zustand, Satteldach | 09242833 |
| Direkt Bild zu diesem Denkmal hochladen | Wohnstallhaus                                       | Bachstraße 10 (Karte)             | 1. Hälfte 18. Jh.           | Wohnstallhaus (Fachwerk) eines ehemaligen Vierseithofes, baugeschichtlich von Bedeutung, K-Streben, gezapfte Holzverbindungen, Erdgeschoss massiv, zu große Fenster, Erdgeschoss entstellende Außenwärmedämmung, Obergeschoss Fachwerk, Giebel verschiefert, Obergeschoss gut erhalten | 09242834 |
| Direkt Bild zu diesem Denkmal hochladen | Kriegerdenkmal                                      | Hartmannsdorfer Straße (Karte)    | 1921                        | Gedenkstein für die Gefallenen des 1. Weltkrieges, an Kreuzung Bachstraße/Hartmannsdorfer Straße, neben Haus Hartmannsdorfer Straße 16, ortsgeschichtlich von Bedeutung | 09242836 |
| Direkt Bild zu diesem Denkmal hochladen | Umgebindehaus mit Seitengebäude                     | Hartmannsdorfer Straße 17 (Karte) | 1764 (Auszugshaus)          | Umgebinde-Wohnhaus sowie Seitengebäude, baugeschichtlich und sozialgeschichtlich von Bedeutung, Fachwerkbauten, Hauptgebäude ein in der Region seltenes Umgebindehaus, gezapfte Kopfbänder am Umgebinde, Holzdecke und Biehlerne Stube erhalten, Fachwerk-Obergeschoss, Giebeldreieck verbrettert, Satteldach, alle Holzverbindungen gezapft, alte Haustür erhalten, Holzdecke mit starken profilierten Unterzügen-Schiffchenkehlen, Schwellenkranz erhalten | 09242835 |
| Direkt Bild zu diesem Denkmal hochladen | Jakobi-Kirche                                       | Kirchstraße 4 (Karte)             | im Kern romanisch (um 1270) | Kirche (auch als Jakobus-Kirche bez.) mit Ausstattung sowie Kirchhof samt Kirchhofsmauern, baugeschichtlich, ortsgeschichtlich und ortsbildprägend von Bedeutung, im Kern romanische Saalkirche, gotischer Chor, steiles Satteldach mit Dachreiter, einfacher romanischer Bau, eingezogener Chor und Apsis, über Chorjoch querrechteckiger Turmaufsatz, mit spätgotischen Schnitzaltar - Kirche: erstmals 1270 erwähnt, vermutlich als Wallfahrtskapelle (heutiger Altarraum) erbaut, wurde später um Kirchenschiff und Turm erweitert. Sie zählt zu den ältesten Kirchen des Freistaates Sachsen und ist dem Apostel Jakobus dem Älteren geweiht. Das Kirchengebäude wurde innen und außen schrittweise saniert, historisch wertvoll sind besonders die 3 Glocken (aus den Jahren 1430, 1435 und 1475), die Kassettendecke aus dem 17. Jh. mit Engel- und Blumendarstellungen sowie dem Altar (um 1515). - Pfarrhaus und Friedhofsgelände mit größtenteils erhaltener Mauer | 09242831 |
| Direkt Bild zu diesem Denkmal hochladen | Wohnstallhaus mit Seitengebäuden                    | Kirchstraße 5 (Karte)             | um 1800                     | Wohnstallhaus mit zwei Seitengebäuden eines ehemaligen Vierseithofes, baugeschichtlich und wirtschaftsgeschichtlich von Bedeutung, Fachwerkbauten - Wohnhaus: leerstehend, Anbau aus Ende 19. Jahrhunderts - Seitengebäude: ebenfalls leerstehend, Garageneinbau, alle Gebäude Erdgeschoss massiv, Obergeschoss Fachwerk | 09242837 |